# Saint-Germé
Saint-Germé este o comună în departamentul Gers din sudul Franței. În 2009 avea o populație de 509 de locuitori.

## Evoluția populației
| An        | 1975 | 1982 | 1990 | 1999 | 2006 | 2009 |
| --------- | ---- | ---- | ---- | ---- | ---- | ---- |
| Populație | 523  | 488  | 471  | 443  | 486  | 509  |